# Foucaucourt-Hors-Nesle
Foucaucourt-Hors-Nesle és un municipi francès situat al departament del Somme i a la regió dels Alts de França. L'any 2007 tenia 73 habitants.

## Demografia

### Població

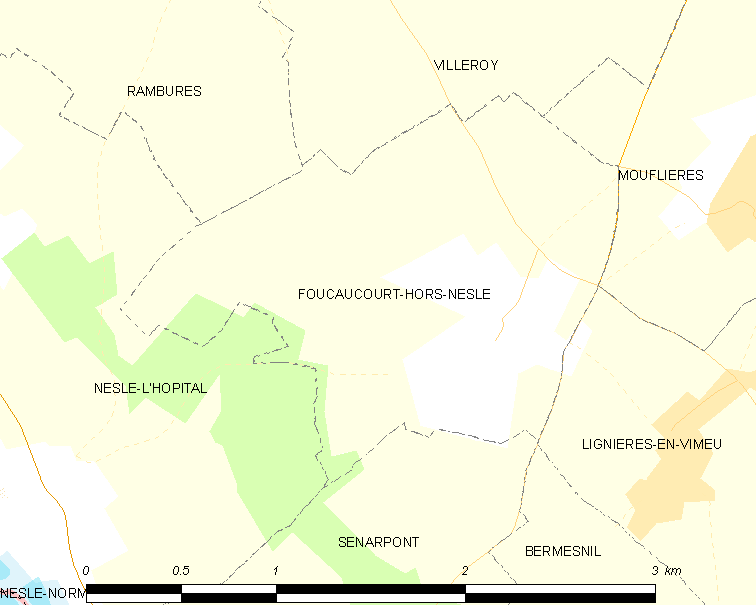

El 2007 la població de fet de Foucaucourt-Hors-Nesle era de 73 persones. Hi havia 28 famílies de les quals 8 eren unipersonals (8 dones vivint soles i 8 dones vivint soles), 8 parelles sense fills, 8 parelles amb fills i 4 famílies monoparentals amb fills.
La població ha evolucionat segons el següent gràfic:
Habitants censats

### Habitatges
El 2007 hi havia 33 habitatges, 29 eren l'habitatge principal de la família, 2 eren segones residències i 2 estaven desocupats. Tots els 33 habitatges eren cases. Dels 29 habitatges principals, 25 estaven ocupats pels seus propietaris, 3 estaven llogats i ocupats pels llogaters i 1 estava cedit a títol gratuït; 7 tenien tres cambres, 6 en tenien quatre i 16 en tenien cinc o més. 9 habitatges disposaven pel capbaix d'una plaça de pàrquing. A 12 habitatges hi havia un automòbil i a 11 n'hi havia dos o més.

### Piràmide de població

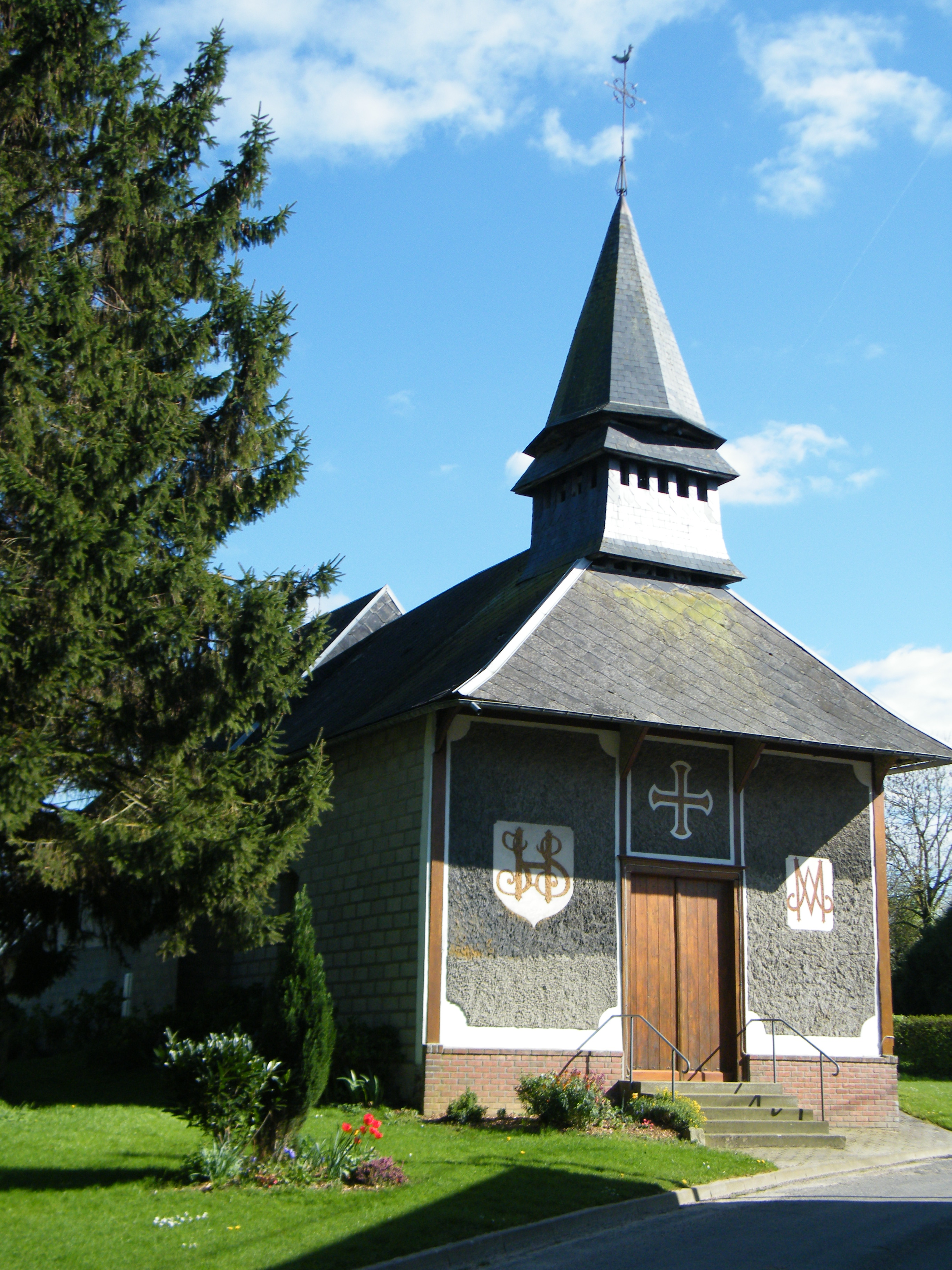

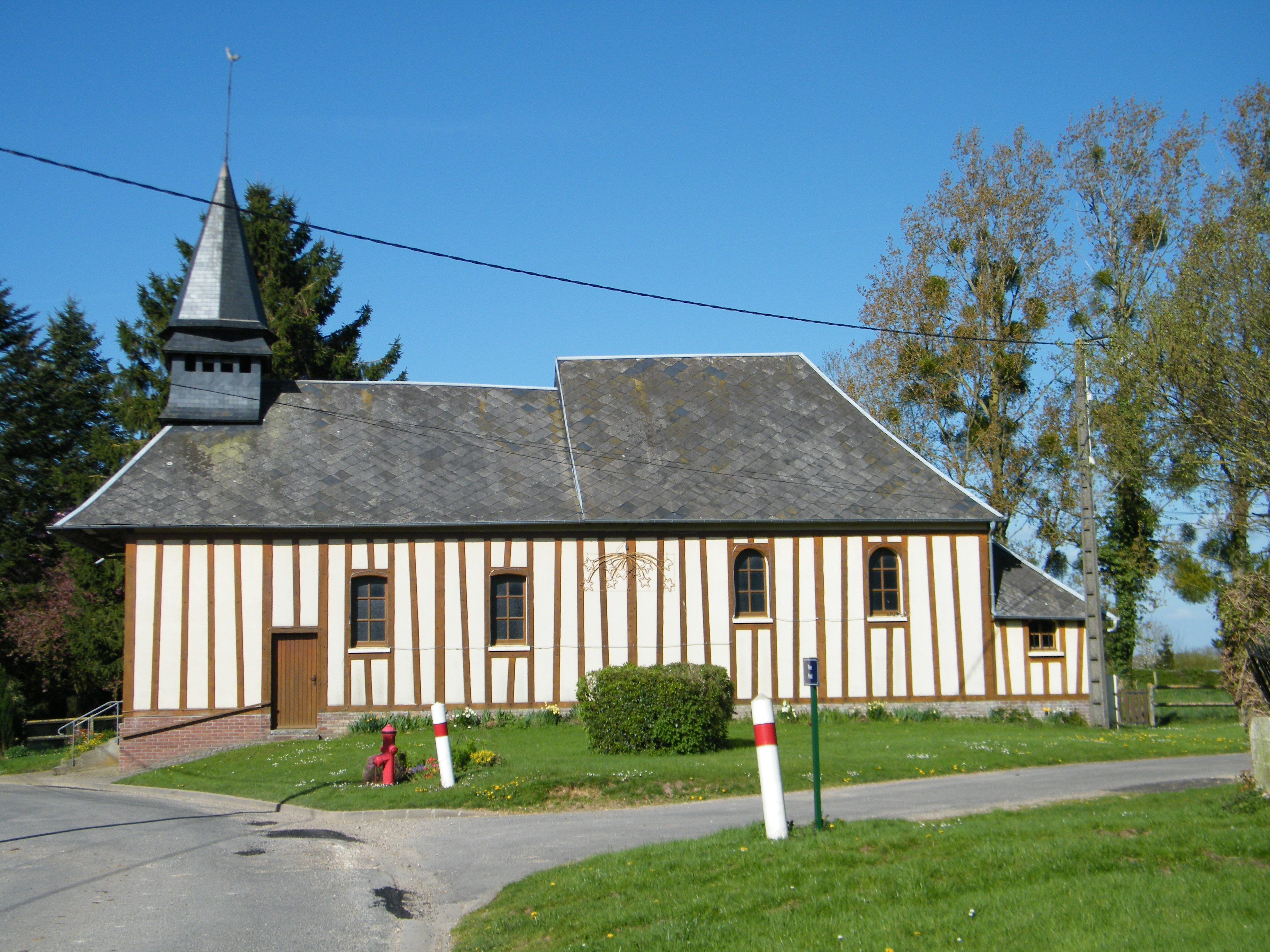

La piràmide de població per edats i sexe el 2009 era:
| Homes | Edats   | Dones |
| ----- | ------- | ----- |
| 0     | 95 o +  | 0     |
| 0     | 90 a 94 | 0     |
| 4     | 85 a 89 | 0     |
| 0     | 80 a 84 | 4     |
| 0     | 75 a 79 | 0     |
| 4     | 70 a 74 | 4     |
| 0     | 65 a 69 | 0     |
| 0     | 60 a 64 | 0     |
| 0     | 55 a 59 | 0     |
| 0     | 50 a 54 | 0     |
| 4     | 45 a 49 | 4     |
| 0     | 40 a 44 | 0     |
| 8     | 35 a 39 | 4     |
| 4     | 30 a 34 | 0     |
| 0     | 25 a 29 | 8     |
| 4     | 20 a 24 | 0     |
| 4     | 15 a 19 | 0     |
| 8     | 10 a 14 | 4     |
| 0     | 5 a 9   | 4     |
| 4     | 0 a 4   | 0     |

## Economia

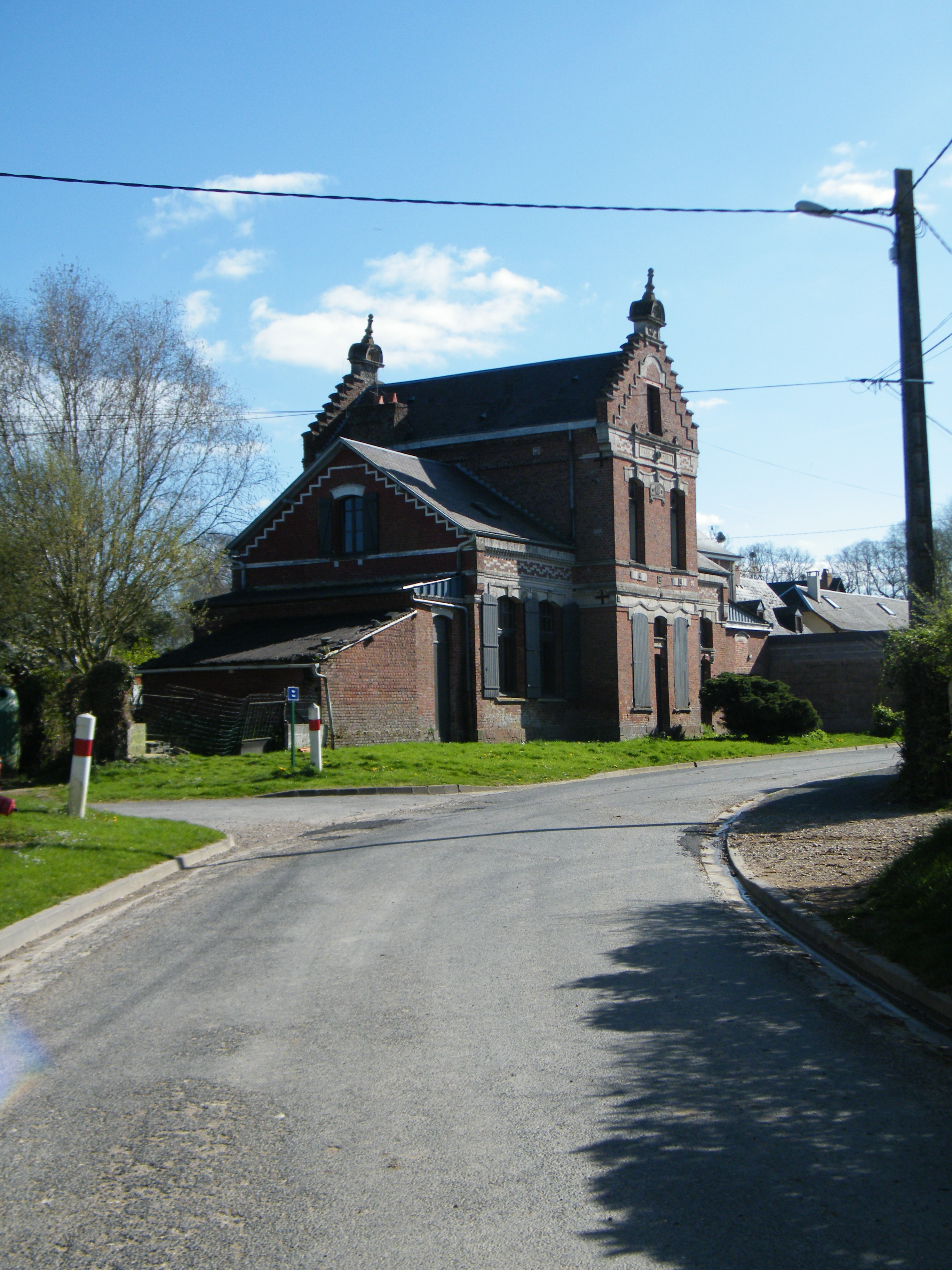

El 2007 la població en edat de treballar era de 45 persones, 30 eren actives i 15 eren inactives. De les 30 persones actives 27 estaven ocupades (15 homes i 12 dones) i 3 estaven aturades (3 dones i 3 dones). De les 15 persones inactives 3 estaven jubilades, 5 estaven estudiant i 7 estaven classificades com a «altres inactius».
Activitats econòmiques
L'únic establiment que hi havia el 2007 era d'una empresa de serveis.
L'any 2000 a Foucaucourt-Hors-Nesle hi havia 6 explotacions agrícoles.

## Poblacions més properes

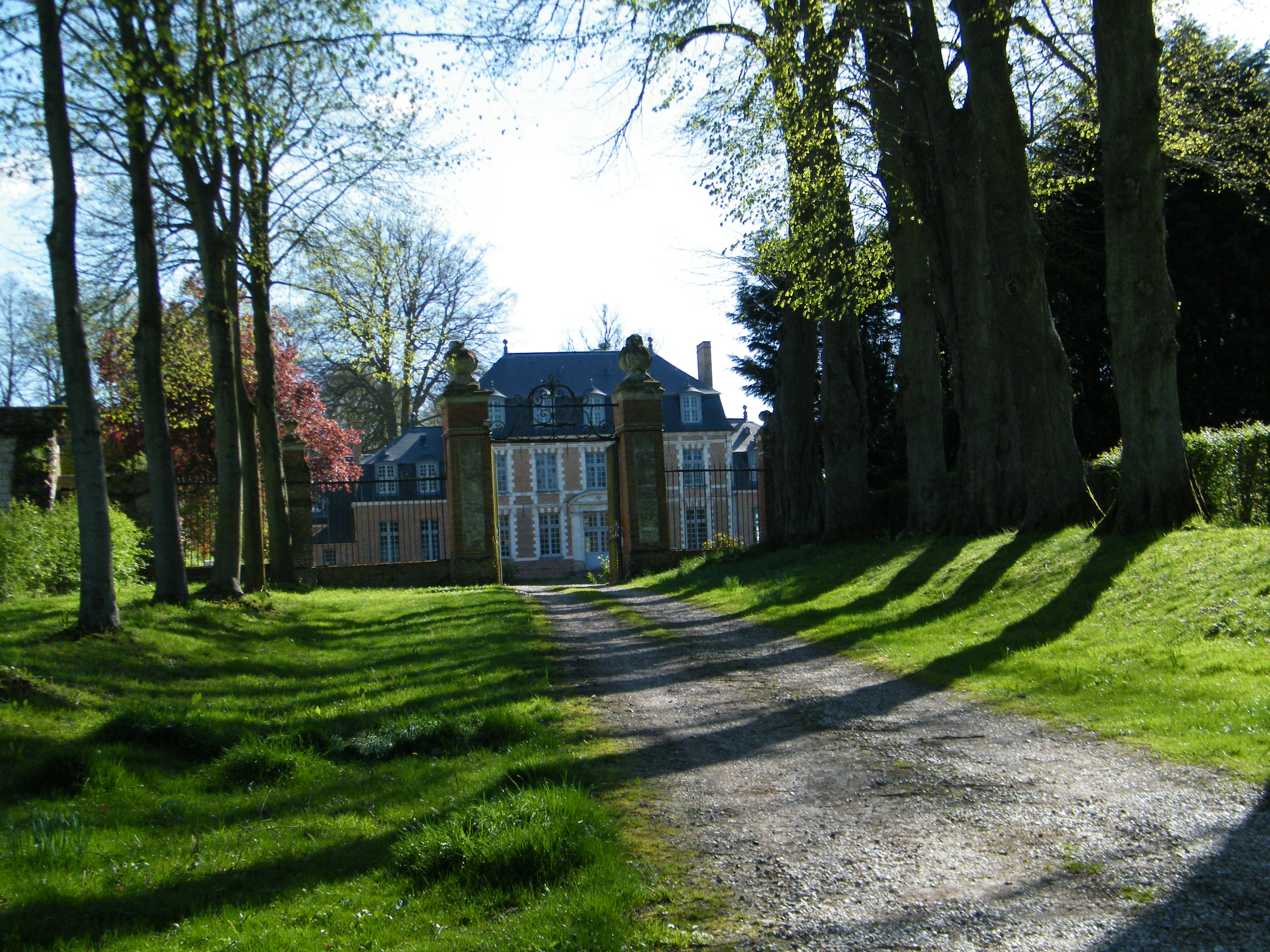

El següent diagrama mostra les poblacions més properes.